# Grieks-orthodox patriarchaat van Antiochië

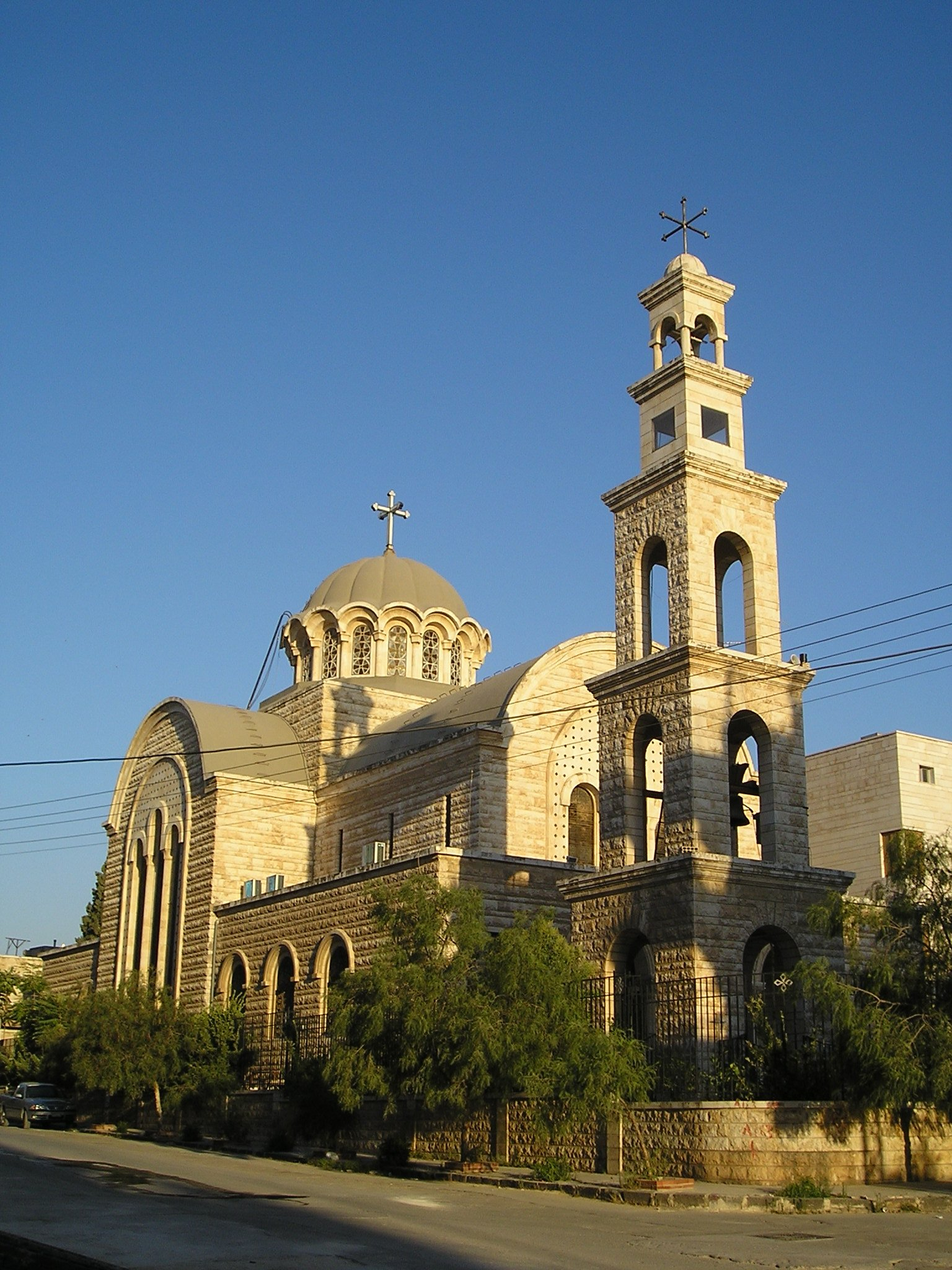
Grieks-orthodoxe kerk in Hama, Syrië

Het Grieks-orthodox patriarchaat van Antiochië, ook bekend als "Grieks-orthodox Patriarchaat van Antiochië en het Gehele Oosten" (Arabisch: بطريركية أنطاكية وسائر المشرق للروم الأرثوذكس), "Grieks-orthodoxe Kerk van Antiochië" en "Antiocheens Orthodoxe Kerk" behoort tot de oosters-orthodoxe kerken.
De term "Grieks" verwijst hier alleen naar de Byzantijnse of Griekse oorsprong van deze oosters-orthodoxe kerk. Dit patriarchaat van Antiochië dient aldus niet verward te worden met de Grieks-orthodoxe Kerk in het huidige Griekenland. De Kerk stond in het verleden tevens bekend als de Melkitische Grieks-orthodoxe Kerk.

## Geschiedenis
Antiochië is een patriarchaat sinds het Concilie van Nicaea (325). Gedurende de vijfde eeuw splitsten echter diverse groepen zich af van de Griekse kerk, eerst de Nestoriaanse Kerk na het Concilie van Efeze.
In de tweede helft van de vijfde eeuw, volgens andere bronnen in het midden van de achtste eeuw, verkreeg de Georgische kerk zijn onafhankelijkheid.

## Verdere geschiedenis
Het Grieks-orthodox patriarchaat van Antiochië maakte tot de islamitische bezetting in de zevende eeuw deel uit van het Byzantijnse Rijk.
In 1054 leidden de toenemende spanningen tussen het Oosters en het Westers christendom tot het Groot Schisma.
In 1098 veroverden de kruisvaarders Antiochië. Een Latijnse patriarch werd geïnstalleerd en de orthodoxe patriarch werd in ballingschap gestuurd.
De vernietiging van Antiochië door de Mongolen in 1322 was oorzaak van de verplaatsing van de zetel naar Damascus.
Vooral tijdens de Ottomaanse periode nam de greep van Constantinopel op de Kerk van Antiochië toe. De patriarch van Constantinopel werd aan het hoofd geplaatst van al de orthodoxe christenen binnen het Ottomaanse rijk.
In 1724 kozen de christenen van Damascus een pro-katholieke kandidaat tot patriarch. Korte tijd later wees een synode in Constantinopel een orthodox aan. Daardoor ontstond een scheuring; er was voortaan een Melkitische Grieks-orthodoxe en een Melkitische Grieks-katholieke patriarch van Antiochië. De orthodoxe kerk liet de term "melkitisch" na enige tijd varen.
Van de achttiende tot het einde van de negentiende eeuw was de leiding van de Kerk van Antiochië hoofdzakelijk in handen van een Griekse hoge geestelijkheid, ofschoon de meeste gelovigen Arabischtalige Arameeërs waren. Sinds 1899 is het patriarchaat Arabisch.

## Huidige situatie
- Op 17 december 2012, twaalf dagen na de dood van de vorige patriarch Ignatius IV, werd metropoliet Youhana Yazigi verkozen als patriarch van Antiochië. Dit kwam als een grote verrassing omdat metropoliet Youhana iets minder dan 5 jaar lid is van de Heilige Synode, na te zijn benoemd tot metropoliet van West- en Centraal-Europa in 2008. In de normale procedure voor de verkiezing van een nieuwe patriarch staat beschreven dat alle kandidaten lid moeten zijn geweest van de Heilige Synode met een minimum van 5 jaar (artikel 3, paragraaf 32 van het Statuut van het Grieks-orthodoxe patriarchaat van Antiochië).
- Het Grieks-orthodox patriarchaat van Antiochië telt 900.000 leden in Syrië. De rest leeft in Libanon, de Verenigde Staten (140.000), Canada (25.000) en Australië, en andere diasporagemeenschappen. De grootste gemeenschappen wonen in Libanon en de USA. Onder de jurisdictie van het patriarchaat van Antiochië staat onder meer het "Autonoom Antiochieens orthodox christelijk aartsbisdom van Noord-Amerika".
- Het patriarchaat van Antiochië heeft in Nederland één parochie die gewijd is aan de Moeder Gods.